# Melide (Galiza)

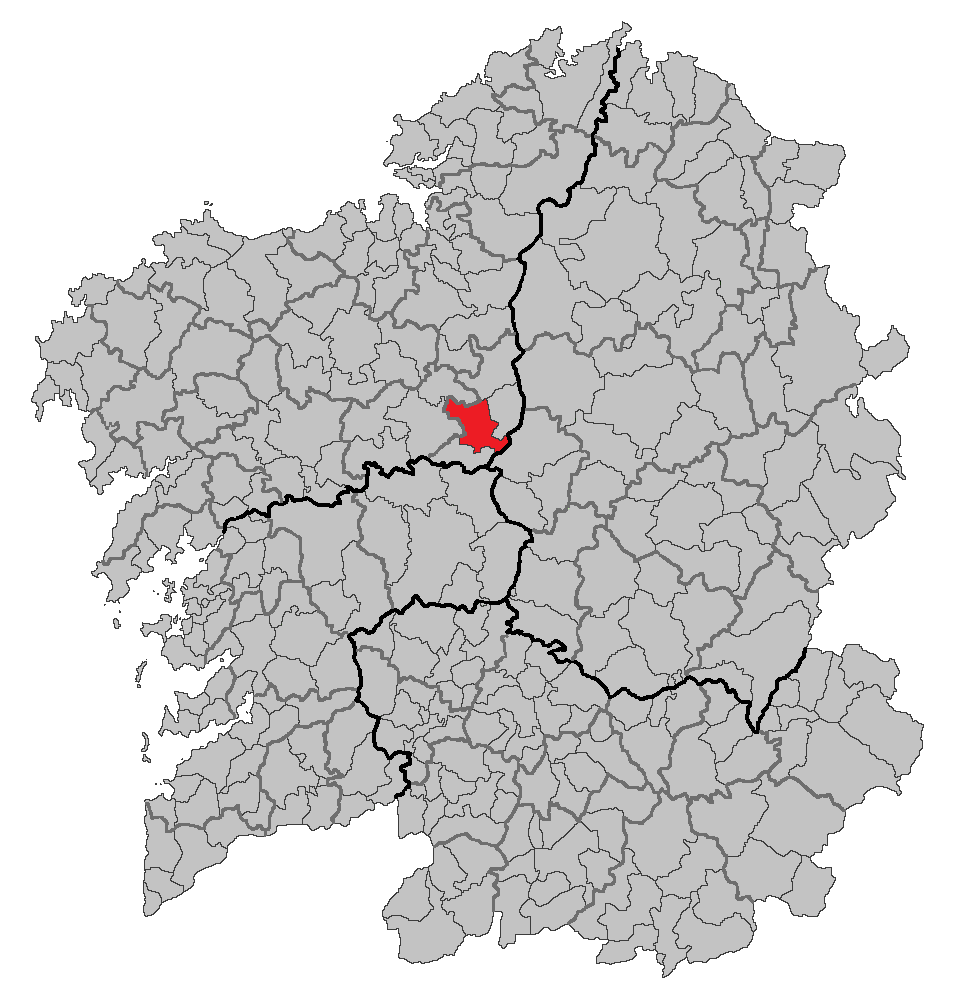
Localização de Melide na Galiza.

Melide é um município da Espanha na província 
da Corunha, 
comunidade autónoma da Galiza, de área 101 km² com 
população de 7916 habitantes (2007) e densidade populacional de 76,81 hab/km².

## Demografia
| Variação demográfica do município entre 1991 e 2004 | Variação demográfica do município entre 1991 e 2004 | Variação demográfica do município entre 1991 e 2004 | Variação demográfica do município entre 1991 e 2004 |
| --------------------------------------------------- | --------------------------------------------------- | --------------------------------------------------- | --------------------------------------------------- |
| 1991                                                | 1996                                                | 2001                                                | 2004                                                |
| 8304                                                | 8625                                                | 7818                                                | 7809                                                |